# Canarium patentinervium
Espèce
Synonymes
- Canarium nitidum A.W.Benn.[1]
- Canarium parvifolium A.W.Benn.[1]
- Canarium subrepandum Miq.[1]

Statut de conservation UICN

 LC  : Préoccupation mineure
Canarium patentinervium est une espèce de plantes de la famille des Burseraceae.

## Liste des variétés
Selon Tropicos (9 avril 2019) (Attention liste brute contenant possiblement des synonymes) :
- variété Canarium patentinervium var. meizocarpum Hochr.
- variété Canarium patentinervium var. nitidum Cretz.